# Мајкл Финли
Мајкл Финли (енгл. Michael Finley; Мелроуз Парк, Илиноис, 6. март 1973) бивши је амерички кошаркаш. Играо је на позицијама бека и крила.
На НБА драфту 1995. одабрали су га Финикс санси као 21. пика. Као члан Сан Антонио спарса освојио је шампионски прстен НБА лиге 2007. године.

## Успеси

### Клупски
- Сан Антонио спарси:
  - НБА (1): 2006/07.

### Репрезентативни
- Игре добре воље:  1994.
- Универзијада:  1993.

### Појединачни
- НБА Ол-стар меч (2): 2000, 2001.
- Идеални тим новајлија НБА — прва постава: 1995/96.